# Duingt
 Duingt  ([duɛ̃] y no [dyɛ̃]) es una población y comuna francesa, en la región de Ródano-Alpes, departamento de Alta Saboya, en el distrito de Annecy y cantón de Seynod.

## Demografía
| 237 | 297 | 330 | 446 | 635 | 797 |
| Para los censos de 1962 a 1999 la población legal corresponde a la población sin duplicidades (Fuente: INSEE [Consultar]) |     |     |     |     |     |